# اندی
آندرانیک مددیان (به فارسی: اندی مدیان) (به ارمنی: Անդրանիկ Մադադյան) (زادهٔ ۲ اردیبهشت ۱۳۳۷) خوانندهٔ ایرانی است. او نخستین خوانندهٔ ایرانی دریافت‌کننده مدال افتخار جزیره الیس است. در ژانویه ۲۰۲۰، ستاره‌ای با نام او در پیاده‌روی مشاهیر هالیوود در لس آنجلس به نشانی: بلوار هالیوود، شماره ۶۸۱۰ نصب شد.

## زندگی
آندرانیک در ۲ اردیبهشت ۱۳۳۷ در خانواده‌ای مسیحی ارمنی در تهران به دنیا آمد. او نخستین گیتارش را در ۱۴ سالگی با چوب ساخت و به گفتهٔ خودش صداهای عجیب و غریب از آن درمی‌آمد. پسرخاله‌های او (سورن، گارنی، روبن) یک گروه موسیقی تشکیل داده و از آندرانیک هم دعوت به همکاری کردند. او نواختن گیتار را در آن گروه آغاز کرد. بعضی وقت‌ها نیز، خود، قطعاتی به زبان انگلیسی اجرا می‌کرد. وی در نوجوانی رشتهٔ موسیقی تحصیل کرده است
ساز تخصصی اندی گیتار بیس است. همچنین مدتی به‌همراه کامران یغمایی (برادر کورش یغمایی) در یک گروه موسیقی راک انگلیسی می‌خواندند.
در سال ۱۹۷۸ از سوی شرکت سی‌بی‌اس شعبهٔ تهران به او پیشنهاد قرارداد برای تهیهٔ آلبومی به زبان انگلیسی داده شد که به‌دنبال این پیشنهاد او عازم لس‌آنجلس شد. به‌دنبال سفر به ایالات متحده آمریکا علاقه وی به موسیقی بیشتر شد.
اندی با مؤسسه‌های امور خیریه و سازمان‌های حامیان صلح جهانی همکاری داشته است و همچنین با خواننده‌های سرشناسِ جهان، آهنگ‌هایی ضبط و منتشر کرده است.

## اندی و کورُس
اندی کار حرفه‌ای خود را با کورُس شاهمیری آغاز کرد. هر دو از نوازندگان گیتار برای شهره و شهرام شب‌پره بودند که از آن گروه به تدریج خارج شدند. آن‌ها ۴ آلبوم با هم ضبط کردند. اما برای پیشرفت بیشتر از هم جدا شده و به تنهایی ترانه خواندند. با این‌حال، دوستی‌شان تا به امروز ادامه دارد.

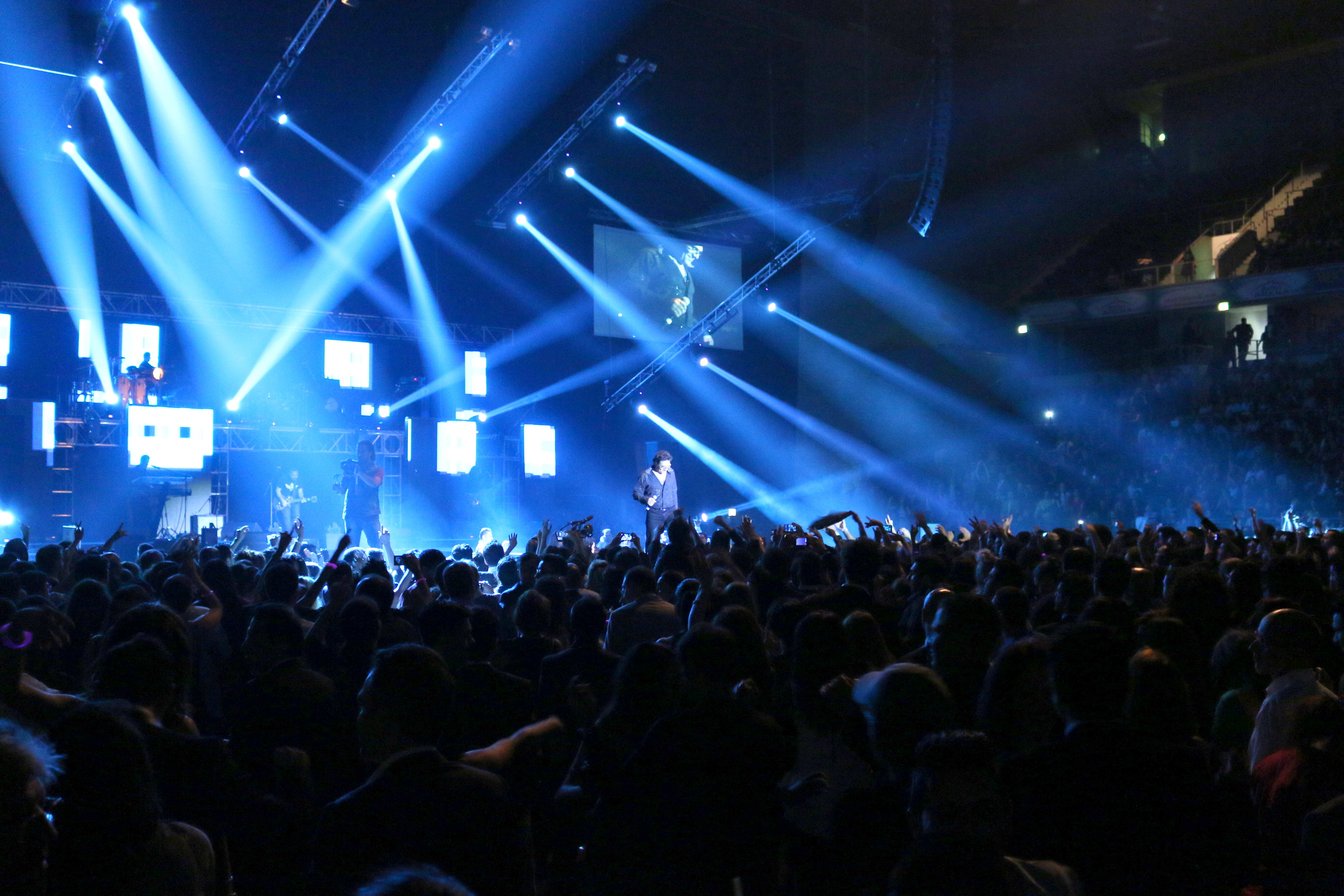
اندی در کنسرت سال نوی ایرانی، آرنا اوبرهاوزن، مارس ۲۰۱۴

## ستاره شهرت هالیوود
اَندی با دریافت ستاره با نشانِ گرامافون در پیاده‌روی مشاهیر هالیوود اولین هنرمند ایرانی است که این نشان را به دست آورده است.

## آهنگ‌شناسی

### Future's Feature(چهره‌های آینده) (۱۳۵۶–۱۹۷۷)
| نام ترانه           | ترانه‌سرا | آهنگساز | تنظیم کننده |
| ------------------- | -------- | ------- | ----------- |
| She's looking good  | اندی     | اندی    | اندی        |
| Love chain          | اندی     | اندی    | اندی        |
| I feel so sad       | اندی     | اندی    | اندی        |
| One & One           | اندی     | اندی    | اندی        |
| Isobel              | اندی     | اندی    | اندی        |
| All of that is true | اندی     | اندی    | اندی        |
| If there's a way    | اندی     | اندی    | اندی        |
| Men's problem       | اندی     | اندی    | اندی        |
| Me and you          | اندی     | اندی    | اندی        |
| The same love       | اندی     | اندی    | اندی        |
| What'd I say        | اندی     | اندی    | اندی        |
| Come on home        | اندی     | اندی    | اندی        |

### خواستگاری (اندی و کورُس) (۱۳۶۴–۱۹۸۵)
| نام ترانه                  | ترانه‌سرا        | آهنگساز    | تنظیم کننده |
| -------------------------- | --------------- | ---------- | ----------- |
| خواستگاری (اندی)           | ژاکلین          | ژاکلین     | اندی و کورُس |
| متصلای محلی (کورُس و اندی)  | محلی            | محلی       | اندی و کورُس |
| دوریس (کورُس)               | بیژن سمندر      | کورُس       | اندی و کورُس |
| رفتم که رفتم (کورُس و اندی) | معینی کرمانشاهی | تجویدی     | اندی و کورُس |
| مادر (اندی)                | بیژن سمندر      | اندی       | اندی        |
| O’Daddy (اندی)             | کریستین مک وی   | فلیت وودمک | اندی        |
| Three Of Us (اندی)         | اندی            | اندی       | اندی        |

### پرواز (اندی و کورُس) (۱۳۶۶–۱۹۸۷)
| نام ترانه                         | ترانه‌سرا            | آهنگساز              | تنظیم کننده |
| --------------------------------- | ------------------- | -------------------- | ----------- |
| تپلی (اندی و شهره)                | ه. خراسانی          | منوچهر چشم‌آذر و اندی | اندی و کورُس |
| آخه نیستی عاشق (کورُس)             | لیلا کسری (هدیه)    | فرخ آهی              | اندی و کورُس |
| بوسه (اندی)                       | همایون هوشیار نژاد  | فرخ آهی و اندی       | اندی و کورُس |
| بهش بگو (کورُس و اندی)             | سایرینا             | حسن شماعی زاده       | اندی و کورُس |
| ما همه ایرونی هستیم (اندی و کورُس) | ژاکلین              | ژاکلین               | اندی و کورُس |
| درو وا کن (کورُس)                  | سایرینا             | سایرینا              | اندی و کورُس |
| چی می‌شد (اندی)                    | ژاکلین              | ژاکلین و اندی        | اندی و کورُس |
| نیلوفر (کورس واندی)               | نواب صفا            | عباس شاپوری          | اندی و کورُس |
| Restless (اندی)                   | تری میس و کن نورثوی | فرخ آهی              | فرخ آهی     |

### بلا (اندی و کورُس) (۱۳۶۹–۱۹۹۰)
| نام ترانه                  | ترانه‌سرا                  | آهنگساز        | تنظیم کننده          |
| -------------------------- | ------------------------- | -------------- | -------------------- |
| بلا (اندی)                 | لیلا کسری (هدیه)          | اندی           | اندی، کورُس و فرخ آهی |
| تو (کورُس)                  | لیلا کسری (هدیه)          | فرخ آهی        | اندی، کورُس و فرخ آهی |
| شیطون بلا (اندی)           | سیوا و همایون هوشیار نژاد | سیوا و اندی    | اندی، کورُس و فرخ آهی |
| آتیش (کورُس و شُهره)         | لیلا کسری (هدیه)          | فرخ آهی        | اندی، کورُس و فرخ آهی |
| نگاه (اندی)                | ژاکلین                    | ژاکلین         | اندی، کورُس و فرخ آهی |
| نیلوفر (کورُس و اندی)       | نواب صفا                  | عباس شاپوری    | اندی، کورُس و فرخ آهی |
| نمیای (کورُس)               | لیلا کسری (هدیه)          | فرخ آهی        | اندی، کورُس و فرخ آهی |
| لیلا (اندی)                | ژاکلین                    | اندی           | اندی، کورُس و فرخ آهی |
| خدای آسمونها (اندی و کورُس) | جهانبخش پازوکی            | طوفان هل عطائی | اندی، کورُس و فرخ آهی |
| Don't Go Away (اندی)       | اندی                      | اندی           | اندی، کورُس و فرخ آهی |
| Restless (اندی)            | Terry Mace و Ken Northway | فرخ آهی        | اندی، کورُس و فرخ آهی |

### Goodbye(اندی و کورُس) (۱۳۷۰–۱۹۹۱)
| نام ترانه                    | ترانه‌سرا              | آهنگساز               | تنظیم کننده          |
| ---------------------------- | --------------------- | --------------------- | -------------------- |
| دختر آتیش پاره (اندی و شهره) | پاکسیما زکی پور       | اندی، منوچهر چشم آذر  | اندی، منوچهر چشم آذر |
| یاسمن (کورُس)                 | هما میر افشار         | کوروس                 | کورُس                 |
| آمنه (اندی)                  | منوچهر منوچهری (بیدل) | ناصر تبریزی           | اندی                 |
| شهر عاشقا (کورُس)             | پاکسیما زکی پور       | فرخ آهی               | کورُس                 |
| بازآمد (کورُس)                | معینی کرمانشاهی       | جواد معروفی           | کورُس                 |
| کویر (اندی)                  | فریور رجایی           | اندی                  | اندی                 |
| Strange Love (اندی)          | Terry Mace            | فرخ آهی               | اندی                 |
| عشق مسموم (اندی و کورُس)      | لیلا کسری (هدیه)      | حسن شماعی زاده و اندی | اندی و کورُس          |
| Medley (اندی و کورُس)         |                       |                       | اندی و کورُس          |

### بیقرار (۱۳۷۱–۱۹۹۲)
| نام ترانه                  | ترانه‌سرا                             | آهنگساز                | تنظیم کننده   |
| -------------------------- | ------------------------------------ | ---------------------- | ------------- |
| دختر ایرونی                | پاکسیما زکی پور                      | منوچهر چشم آذر و اندی  | اندی          |
| شیطنت                      | علی گزرسز                            | پرویز مقصدی            | اندی          |
| پری شهر قصه                | پاکسیما زکی پور                      | فرخ آهی                | اندی          |
| اگه عشق همینه              | بابک رادمنش                          | بابک رادمنش            | اندی          |
| عشق اول                    | همایون هوشیار نژاد و پاکسیما زکی پور | سیاوش قمیشی            | فرخ آهی       |
| بیقرار                     | پاکسیما زکی پور                      | پاکسیما زکی پور و اندی | اندی          |
| شبگرد                      | پاکسیما زکی پور                      | پاکسیما زکی پور        | اندی          |
| انتظار                     | پاکسیما زکی پور                      | اندی                   | اندی          |
| قصر کاغذی                  | پاکسیما زکی پور                      | شوبرت آواکیان و اندی   | اندی          |
| If's,But's,& Maybes        | فرخ آهی                              | فرخ آهی                | فرخ آهی       |
| (If's,But's,& Maybes(ReMix | فرخ آهی                              | فرخ آهی                | Brian Gardner |

### لیلی (اندی، بیژن مرتضوی و حسن شماعی زاده) (۱۳۷۲–۱۹۹۳)
| نام ترانه                          | ترانه‌سرا              | آهنگساز        | تنظیم کننده    |
| ---------------------------------- | --------------------- | -------------- | -------------- |
| لیلی (اندی)                        | پاکسیما زکی پور       | خالد (خواننده) | اندی           |
| عید شما مبارک (بیژن مرتضوی و اندی) | بیژن سمندر            | ناصر چشم‌آذر    | فرخ آهی        |
| یه روزی تنگ غروب آسمون (اندی)      | آرش و پاکسیما زکی پور | پرویز مقصدی    | اندی           |
| یه دختر دارم (حسن شماعی زاده)      | فولکور قدیمی          | فولکور قدیمی   | حسن شماعی زاده |
| حاجی فیروز (جمعی از خوانندگان)     | بیژن سمندر            | ناصر چشم‌آذر    | فرخ آهی        |
| شهر برفی (حسن شماعی زاده)          | شهرام وفایی           | حسن شماعی زاده | حسن شماعی زاده |

### تنهایی (۱۳۷۳–۱۹۹۴)
| نام ترانه              | ترانه‌سرا                      | آهنگساز               | تنظیم کننده               |
| ---------------------- | ----------------------------- | --------------------- | ------------------------- |
| ناز ناز                | پاکسیما زکی پور               | شوبرت آواکیان         | شوبرت آواکیان و اندی      |
| خوشگل محلمون           | پاکسیما زکی پور               | منوچهر چشم آذر و اندی | اندی                      |
| سوگلی                  | پاکسیما زکی پور               | منوچهر چشم آذر و اندی | اندی                      |
| یمبوسنم                | مالکیت عمومی                  | محلی بندری            | اندی                      |
| خوشگله                 | مالکیت عمومی                  | محلی                  | اندی                      |
| تنهایی                 | پاکسیما زکی پور               | اندی                  | اندی                      |
| چشمای ناز              | پاکسیما زکی پور و ف. صنیعی فر | علی صنیعی فر          | علی صنیعی فر و Oh L'amour |
| جادهٔ احساس             | پاکسیما زکی پور               | میلاد و اندی          | اندی                      |
| Woman                  | Fernando Arbex                | Fernando Arbex        | اندی                      |
| مادر                   | بیژن سمندر                    | اندی                  | اندی                      |
| (Medley (Dance Mix     |                               |                       |                           |
| چشمهای ناز (Dance Mix) | پاکسیما زکی پور و ف. صنیعی فر | علی صنیعی فر          |                           |
| (Woman (Dance Mix      | Fernando Arbex                | Fernando Arbex        |                           |

### Devoted(سرسپرده) (۱۳۷۴–۱۹۹۶)
| نام ترانه              | ترانه‌سرا        | آهنگساز        | تنظیم کننده      |
| ---------------------- | --------------- | -------------- | ---------------- |
| دختر بندر              | پاکسیما زکی پور | اندی           | اندی             |
| یکدونه دختر            | پاکسیما زکی پور | فرخ آهی        | اندی             |
| قصهٔ عشق                | ف. صنیعی فر     | علی صنیعی فر   | علی صنیعی فر     |
| جسور                   | پاکسیما زکی پور | فرخ آهی        | اندی             |
| گلی جان                | پاکسیما زکی پور | اندی           | اندی             |
| پیک نوید               | کامران دلان     | کامران دلان    | اندی و محمد مقدم |
| سرسپرده                | پاکسیما زکی پور | اندی           | اندی             |
| منو تو                 | پاکسیما زکی پور | میلاد          | اندی             |
| خاک و ریشه             | پاکسیما زکی پور | میلاد          | اندی             |
| امروز که من عاشقم      | پاکسیما زکی پور | اندی           | اندی             |
| تولد                   | پاکسیما زکی پور | منوچهر چشم آذر | اندی             |
| Alagoz Acher آلاگُز آچر | Folk            |                | اندی             |
| (Medley(Dance Mix      |                 |                |                  |

### قهرمانان وطن (اندی، داریوش و لیلا فروهر) (۱۳۷۷–۱۹۹۸)
| نام ترانه                                        | ترانه‌سرا           | آهنگساز       | تنظیم کننده   |
| ------------------------------------------------ | ------------------ | ------------- | ------------- |
| قهرمانان وطن (اندی، داریوش و لیلا فروهر)         | همایون هوشیار نژاد | شوبرت آواکیان | شوبرت آواکیان |
| قهرمانان وطن (Remix) (اندی، داریوش و لیلا فروهر) | همایون هوشیار نژاد | شوبرت آواکیان | شوبرت آواکیان |

### Silk Road(جادهٔ ابریشم) (۱۳۷۷–۱۹۹۸)
| نام ترانه           | ترانه‌سرا        | آهنگساز               | تنظیم کننده      |
| ------------------- | --------------- | --------------------- | ---------------- |
| به کسی نگو          | پاکسیما زکی پور | منوچهر چشم آذر و اندی | اندی             |
| کتاب آفرینش         | پاکسیما زکی پور | اندی                  | اندی             |
| یار سبزه            | پاکسیما زکی پور | اندی                  | اندی             |
| گل ناز              | توحید عظیمی     | توحید عظیمی           | اندی             |
| چی بگم              | بیژن سمندر      | حسن شماعی زاده و اندی | اندی             |
| تو که رفتی          | کامران دلان     | کامران دلان           | اندی             |
| از خود گذشته        | پاکسیما زکی پور | اندی                  | اندی             |
| شب من               | پاکسیما زکی پور | اندی                  | اندی             |
| سپیده               | توحید عظیمی     | توحید عظیمی           | اندی             |
| Orere Seero         | Armen Ovsepyan  | Andy G                | اندی، Andy G     |
| ای ایران            | گل گلاب         | روح‌الله خالقی         | اندی             |
| ملی پوشها           | پاکسیما زکی پور | منوچهر چشم آذر و اندی | اندی             |
| یار سبزه(Remix)     | پاکسیما زکی پور | اندی                  | Richie Rodriguez |
| چی بگم(Remix)       | بیژن سمندر      | حسن شماعی زاده و اندی | Richie Rodriguez |
| Close To Your Heart | شینی            | اندی                  | اندی             |

### Nune(نونه) (۱۳۷۸–۱۹۹۹)
| نام ترانه    | ترانه‌سرا           | آهنگساز          | تنظیم کننده |
| ------------ | ------------------ | ---------------- | ----------- |
| Nune نونه    | Folk ,اندی و Shani | Adiss Harmandyan | اندی        |
| چرا عاشق شدم | سعید دبیری         | فریدون خشنود     | Andy G      |

### ...And My Heart(و قلب من…) (۱۳۷۹–۲۰۰۰)
| نام ترانه                         | ترانه‌سرا                                               | آهنگساز                          | تنظیم کننده        |
| --------------------------------- | ------------------------------------------------------ | -------------------------------- | ------------------ |
| یالا (به همراه راغب علامه)        | پاکسیما زکی پور و راغب علامه                           | اندی، راغب علامه و Steve Stevens | اندی               |
| نیلوفر بهار                       | پاکسیما زکی پور                                        | اندی                             | اندی               |
| Pendulum                          | بیژن سمندر و شینی ریگزبی                               | حسن شماعی زاده و اندی            | اندی               |
| Cerca Del Corazon                 |                                                        | اندی                             | اندی               |
| Hotel California                  | Don Felder , Glenn Frey , Don Henley و پاکسیما زکی پور | Eagels                           | اندی               |
| ریحان                             | پاکسیما زکی پور                                        | محلی                             | اندی               |
| یادم میاد                         | توحید عظیمی                                            | توحید عظیمی                      | اندی و توحید عظیمی |
| تب تو                             | پاکسیما زکی پور                                        | فریبرز حاجی                      | اندی               |
| شب عاشقی                          | پاکسیما زکی پور                                        | اندی                             | اندی               |
| رویا                              | کامران دلان                                            | کامران دلان                      | اندی               |
| (Remix) Alagoz Acher              | Folk                                                   |                                  | اندی               |
| تو نباشی                          | پاکسیما زکی پور                                        | اندی                             | اندی               |
| Naz Ouni                          | Gousan Ashod                                           | Gousan Ashod                     | اندی               |
| You're The Reason (به همراه شینی) | اندی و شینی                                            | اندی                             | اندی               |
| In My Mind (به همراه نجما اختر)   | اندی و نجما اختر                                       | اندی و نجما اختر                 | اندی               |
| Susi                              | Elmer Cortez و شینی                                    | Adis Harmandyan و اندی           | اندی               |

### یاران (اندی، پاکسیما، پیروز و حمید زینو) (۱۳۷۹–۲۰۰۰)
| نام ترانه                              | ترانه‌سرا        | آهنگساز          | تنظیم کننده      |
| -------------------------------------- | --------------- | ---------------- | ---------------- |
| تصویر من (پاکسیما و اندی)              | پاکسیما زکی پور | فریبرز           | فریبرز           |
| همراه (حمید زینو)                      | پاکسیما زکی پور | حمید             | فرزین فرهادی     |
| طوفان (پاکسیما و پیروز)                | پاکسیما زکی پور | فردمیرزا         | فردمیرزا         |
| کاشکی (پاکسیما)                        | پاکسیما زکی پور | فرشید مقصود      | فرشید مقصود      |
| تو چطور میگی (پاکسیما و حمید زینو)     | پاکسیما زکی پور | فرشید مقصود      | فرشید مقصود      |
| قصهٔ بارون (اندی و پاکسیما)             | پاکسیما زکی پور | اندی             | اندی             |
| نمیشه از تو گذشت (پاکسیما و حمید زینو) | پاکسیما زکی پور | حمید             | حمید             |
| کسی نیست (پیروز)                       | پاکسیما زکی پور | پیروز            | فردمیرزا         |
| سرسپرده (پاکسیما و اندی)               | پاکسیما زکی پور | اندی             | اندی             |
| رویاها (بدون کلام)                     |                 | پرویز رحمان پناه | پرویز رحمان پناه |

### خلوت من (۱۳۸۱–۲۰۰۲)
| نام ترانه                 | ترانه‌سرا               | آهنگساز                         | تنظیم کننده                |
| ------------------------- | ---------------------- | ------------------------------- | -------------------------- |
| چه خوشگل شدی              | پاکسیما زکی پور        | منوچهر چشم آذر و اندی           | اندی و Andy G              |
| نگاه اول                  | پاکسیما زکی پور        | فریبرز حاجیان                   | اندی و Andy G              |
| برگرد                     | توحید عظیمی            | توحید عظیمی                     | اندی، Andy G و توحید عظیمی |
| از یاد من نرفته           | پاکسیما زکی پور        | اندی و محمد مقدم                | اندی و Andy G              |
| برو                       | اندی و پاکسیما زکی پور | اندی و Zohar                    | اندی و Andy G              |
| شقایق                     | امیر فرخ تجلی          | امیر فرخ تجلی                   | اندی                       |
| عشق و ایثار               | پاکسیما زکی پور        | اندی                            | اندی و Andy G              |
| Baila بایلا               | Elmer Cortez           | اندی، راغب علامه و Steve Steven | اندی و Andy G              |
| Maral مارال               | Armen Hovsepian        | منوچهر چشم آذر و اندی           | اندی و Andy G              |
| ریحان(Club Mix,Haiko)     | پاکسیما زکی پور        | محلی                            | Haiko                      |
| ریحان(Club Mix,Elton Ahi) | پاکسیما زکی پور        | محلی                            | Elton Ahi(فرخ آهی)         |
| ریحان(Club Mix,Ara)       | پاکسیما زکی پور        | محلی                            | Ara                        |
| ریحان(Club Mix,Hamlet M)  | پاکسیما زکی پور        | محلی                            | Hamlet M                   |

### Orere Seero (روزهای عاشقی)(۱۳۸۲–۲۰۰۳)
| نام ترانه                                                    | ترانه‌سرا                       | آهنگساز          | تنظیم کننده   |
| ------------------------------------------------------------ | ------------------------------ | ---------------- | ------------- |
| Naz Ouni ناز اونی (بازپخش)                                   | Cousan Ashot                   | Cousan Ashot     | اندی          |
| Shorted Anoosh شورترد آنوش (به همراه آرام آساتریان)          | Aram Asatryan و Levon Abramyan |                  |               |
| Maral مارال (بازپخش)                                         | Aram Asatryan و Levon Abramyan |                  |               |
| Alagoz Acher آلاگز آچر (Remix)                               | Folk                           |                  | اندی          |
| Garoun Garouneh گارون گارونه (به همراه آدیس هرمندیان و شینی) | Folk                           |                  |               |
| Naz Ouni ناز اونی (Remix) به همراهَ ماکسیم)                   | Cousan Ashot                   | Cousan Ashot     | اندی          |
| Alagoz Acher آلاگُز آچر (ریمیکس) (به همراه هاسمیک مددیان)     | Folk                           |                  |               |
| Orere Seero (بازپخش)                                         | Andy G و Armen Hovsepian       | Andy G           | اندی و Andy G |
| Garoun Garouneh گارون گارونه (Remix) (به همراه شینی)         | Folk                           |                  |               |
| Yerevani Siroun Aghchic یروانی سیرون آقچیک                   | Folk                           |                  |               |
| Nune نونه (بازپخش)                                           | Folk ,اندی و Shani             | Adiss Harmandyan | اندی          |
| Shorted Anoosh شورترد آنوش (Remix)                           | Aram Asatryan و Levon Abramyan |                  |               |

### Platinum(پلاتینیوم) (۱۳۸۳–۲۰۰۴)
| نام ترانه                                        | ترانه‌سرا                      | آهنگساز               | تنظیم کننده                |
| ------------------------------------------------ | ----------------------------- | --------------------- | -------------------------- |
| آره آره                                          | پاکسیما زکی پور               | محمد مقدم             | محمد مقدم و اندی           |
| عروسک                                            | پاکسیما زکی پور               | منوچهر چشم آذر و اندی | منوچهر چشم آذر و اندی      |
| وداع                                             | پاکسیما زکی پور و کامران دلان | کامران دلان           | نامی                       |
| چی میشه                                          | توحید عظیمی                   | توحید عظیمی           | توحید عظیمی، اندی و Andy G |
| خوشم میاد                                        | پاکسیما زکی پور               | توحید عظیمی           | توحید عظیمی                |
| دختر بندری (به همراه کورُس)                       | پاکسیما زکی پور               | کوروش شکوفنده         | اندی و Andy G              |
| صحرایی                                           | لیلا کسری (هدیه)              | فرخ آهی               | فرخ آهی                    |
| سلام عاشقونه                                     | لیلا کسری (هدیه)              | فرخ آهی               | فرخ آهی                    |
| سبد سبد                                          | پاکسیما زکی پور               | حمید ندیری            | حمید ندیری و اندی          |
| سرنوشت                                           | پاکسیما زکی پور               | حمید ندیری            | حمید ندیری                 |
| قصهٔ بارون (باز پخش)                              | پاکسیما زکی پور               | اندی                  | اندی و Andy G              |
| سلام عاشقونه (Remix By Elton Ahi & Masaki saito) | لیلا کسری (هدیه)              | فرخ آهی               | فرخ آهی و Masaki Saito     |

### City Of Angels(شهر فرشتگان) (۱۳۸۴–۲۰۰۶)
| نام ترانه                                         | ترانه‌سرا                             | آهنگساز                          | تنظیم کننده             |
| ------------------------------------------------- | ------------------------------------ | -------------------------------- | ----------------------- |
| خوشگلا باید برقصن                                 | پاکسیما زکی پور                      | منوچهر چشم آذر و اندی            | منوچهر چشم آذر و اندی   |
| نگو نه نمیشه                                      | پاکسیما زکی پور                      | محمد مقدم و اندی                 | محمد مقدم و اندی        |
| مهم نبود (به همراه مهسا)                          | پاکسیما زکی پور                      | حمید ندیری                       | حمید ندیری              |
| گل بندر                                           | پاکسیما زکی پور                      | محمد مقدم و اندی                 | محمد مقدم و اندی        |
| پیچک                                              | هما میرافشار                         | محمد مقدم                        | محمد مقدم               |
| دختر بلا                                          | فرشید صبوری                          | فرشید صبوری                      | فرشید صبوری             |
| مرد تنها                                          | شهیار قنبری                          | اسفندیار منفرد زاده              | اندی                    |
| عشق اول (ریمیکس)                                  | همایون هوشیار نژاد و پاکسیما زکی پور | سیاوش قمیشی                      | Allen G.Nazarian        |
| طنین صلح                                          | لیلا کسری (هدیه)                     | فرخ آهی                          | فرخ آهی                 |
| دارم میرم به تهران                                | پاکسیما زکی پور                      | منوچهر چشم آذر و اندی            | منوچهر چشم آذر و اندی   |
| یالا همراه با دیجی علیگیتور و راغب علامه (ریمیکس) | پاکسیما زکی پور، راغب علامه          | اندی، راغب علامه و Steve Stevens | Dj Aligator             |
| چشمای ناز (Remix By Dj Kam)                       | پاکسیما زکی پور و ف. صنیعی فر        | علی صنیعی فر                     | Dj Kam Remix            |
| انتظار (Remix By Nami)                            | پاکسیما زکی پور                      | اندی                             | Nami Remix              |
| مرد تنها (Remix By Nami)                          | شهیار قنبری                          | اسفندیار منفرد زاده              | Nami Remix              |
| Ganank Hayastan گنانگ هایاستان                    | Armen Hovsepian                      | Levon Abrahamyan و اندی          | Levon Abrahamyan و اندی |
| Eem seras (به همراه آرمن چیک)                     | Harout Balyan                        | Harout Balyan                    | Armen Kosoyan           |

### Airport(فرودگاه) (۱۳۸۶_۲۰۰۷)
| نام ترانه                             | ترانه‌سرا                           | آهنگساز                            | تنظیم کننده              |
| ------------------------------------- | ---------------------------------- | ---------------------------------- | ------------------------ |
| فقط یه نگاه                           | پاکسیما زکی پور                    | اندی                               | اندی                     |
| بعد از تو                             | پاکسیما زکی پور                    | محمد مقدم                          | محمد مقدم                |
| فرودگاه (به همراه شینی)               | پاکسیما زکی پور                    | محمد مقدم                          | محمد مقدم                |
| دلتنگ                                 | پاکسیما زکی پور                    | محمد مقدم                          | محمد مقدم                |
| بی تو                                 | پاکسیما زکی پور                    | محمد مقدم                          | محمد مقدم                |
| راز من                                | پاکسیما زکی پور                    | فرشید صبوری                        | فرشید صبوری              |
| سلام (به همراه خالد و حکیم)           | خالد، حکیم، اندی و پاکسیما زکی پور | خالد، حکیم، اندی و پاکسیما زکی پور | آربی کالوسیان            |
| زمونه                                 | نیما لاجوردی                       | نیما لاجوردی                       | فرشید صبوری              |
| بیهوده نبوده                          | کامران دلان                        | کامران دلان                        | اندی، نامی و کامران دلان |
| چند روزه                              | مریم اسدی                          | محمد مقدم                          | محمد مقدم                |
| عروس گل                               | مسعود فردمنش                       | محمد مقدم                          | محمد مقدم                |
| تو نباشی (Remix By Arbi Kalosian)     | پاکسیما زکی پور                    | اندی                               | Arbi Kalosian Remix      |
| بیهوده نبوده (Remix By Arbi Kalosian) | کامران دلان                        | کامران دلان                        | Arbi Kalosian Remix      |
| لیلا (Remix By Nami)                  | ژاکلین                             | اندی                               | Nami Remix               |
| یاران                                 | پاکسیما زکی پور                    | اندی                               | اندی                     |
| Almast                                | Folk                               | Folk                               | آزات هاکوبیان واندی      |

### Kodak Theatre 2007 (کنسرت کداک تیاتر) (۱۳۸۶)
| نام ترانه                            | ترانه‌سرا                             | آهنگساز                              |
| ------------------------------------ | ------------------------------------ | ------------------------------------ |
| فقط یه نگاه                          | پاکسیما زکی پور                      | اندی                                 |
| ریحان                                | پاکسیما زکی پور                      | محلی                                 |
| آره آره                              | پاکسیما زکی پور                      | محمد مقدم                            |
| Almast                               | Folk                                 | Folk                                 |
| یار سبزه                             | پاکسیما زکی پور                      | اندی                                 |
| گل بندر                              | پاکسیما زکی پور                      | اندی و محمد مقدم                     |
| چشمای ناز                            | پاکسیما زکی پور و ف. صنیعی فر        | علی صنیعی فر                         |
| چه خوشگل شدی                         | پاکسیما زکی پور                      | منوچهر چشم آذر و اندی                |
| خوشگلا باید برقصند                   | پاکسیما زکی پور                      | منوچهر چشم آذر و اندی                |
| Yalla                                | راغب علامه و پاکسیما زکی پور         | راغب علامه و اندی و Stive Stiven     |
| مهم نبود                             | پاکسیما زکی پور                      | حمید ندیری                           |
| Maral مارال                          | Armen Hovsepian                      | منوچهر چشم آذر و اندی                |
| Alagoz Acher آلاگُز آچر               | Folk                                 |                                      |
| سلام عاشقونه                         | لیلا کسری (هدیه)                     | فرخ آهی                              |
| تو نباشی                             | پاکسیما زکی پور                      | اندی                                 |
| Prison Song                          | Graham Nash                          | Graham Nash                          |
| دلتنگ                                | پاکسیما زکی پور                      | محمد مقدم                            |
| بلا                                  | لیلا کسری (هدیه)                     | اندی                                 |
| دختر ایرونی                          | پاکسیما زکی پور                      | منوچهر چشم آذر و اندی                |
| فرودگاه (به همراه شینی)              | پاکسیما زکی پور                      | محمد مقدم                            |
| دختر پسرا (شینی به همراه V-stile)    | پاکسیما زکی پور                      | شینی                                 |
| Get Somebody (شینی به همراه V-stile) | شینی و William Theodore Randolph III | شینی و William Theodore Randolph III |
| Tsagheekner (شینی)                   | Adis Harmandian                      | Adis Harmandian                      |
| گل سنگم (شینی)                       | بیژن سمندر                           | انوشیروان روحانی                     |
| زمونه                                | نیما لاجوردی                         | نیما لاجوردی                         |
| عشق اول                              | همایون هوشیار نژاد و پاکسیما زکی پور | سیاوش قمیشی                          |
| وداع                                 | کامران دلان                          | کامران دلان                          |
| مرد تنها                             | شهیار قنبری                          | اسفندیار منفردزاده                   |
| Long Train Runin                     | Charles Thomas Johnston              | Charles Thomas Johnston              |
| Ganank Hayastan گنانگ هایاستان       | Armen Hovsepian                      | Levon Abrahamyan و اندی              |
| بیقرار                               | پاکسیما زکی پور                      | پاکسیما زکی پور و اندی               |
| ما همه ایرونی هستیم (به همراه کورُس)  | ژاکلین                               | ژاکلین                               |
| نیلوفر (به همراه کورُس)               | نواب صفا                             | عباس شاپوری                          |
| خدای آسمون‌ها (به همراه کورُس)         | جهانبخش پازوکی                       | طوفان هل عطایی                       |

### (تک آهنگ‌ها)
| نام ترانه                                          | ترانه‌سرا                                                | آهنگساز                                          | تنظیم کننده                                                         | سال انتشار |
| -------------------------------------------------- | ------------------------------------------------------- | ------------------------------------------------ | ------------------------------------------------------------------- | ---------- |
| طنین صلح (به همراه کورُس، معین، مرتضی، فتانه)       | لیلا کسری (هدیه)                                        | فرخ آهی                                          | فرخ آهی                                                             | ۱۳۶۷       |
| Believe In Love                                    |                                                         |                                                  |                                                                     | ۱۳۷۷       |
| Mi Alma Te Adora                                   |                                                         | علی صنیعی فر                                     |                                                                     | ۱۳۷۷       |
| Ary Me Gna                                         | اندی و Armen Hovsepyan                                  | اندی و Armen Hovsepyan                           |                                                                     | ۱۳۸۷       |
| Ole (به همراه شینی)                                | شینی                                                    | اندی                                             |                                                                     | ۱۳۸۸       |
| Stand By Me(به همراهJon Bon Jovi و Richie Sambora) | Mike Stoller,Jerry Leiber,Ben E. King و پاکسیما زکی پور |                                                  |                                                                     | ۱۳۸۸       |
| چشمای ناز (Shayan Amiri Remix)                     | پاکسیما زکی پور و ف. صنیعی فر                           | علی صنیعی فر                                     |                                                                     | ۱۳۸۸       |
| بی تو (Shayan Amiri Remix)                         | پاکسیما زکی پور                                         | محمد مقدم                                        |                                                                     | ۱۳۸۸       |
| برادر همزبان (به همراه احسان و رستم)               | پاکسیما زکی پور و Hassan Chilla                         | Sohibi Nozim                                     | Sohibi Nozim                                                        | ۱۳۸۹       |
| مادرم                                              | پاکسیما زکی پور                                         | حمید ندیری                                       |                                                                     | ۱۳۸۹       |
| پونه                                               | پاکسیما زکی پور و همایون درخشان                         | همایون درخشان                                    | ماه کام                                                             | ۱۳۸۹       |
| کاغذ بی خط (به همراه علی عرفانی)                   | علی عرفانی                                              |                                                  |                                                                     | ۱۳۸۹       |
| تحمل                                               | پاکسیما زکی پور                                         | حمید ندیری                                       |                                                                     | ۱۳۸۹       |
| سپیده (Remix)                                      | توحید عظیمی                                             | توحید عظیمی                                      |                                                                     | ۱۳۸۹       |
| شقایق (Remix)                                      | امیر فرخ تجلی                                           | امیر فرخ تجلی                                    |                                                                     | ۱۳۸۹       |
| عشق اول (Pouya Mc Remix)                           | همایون هوشیار نژاد و پاکسیما زکی پور                    | سیاوش قمیشی                                      |                                                                     | ۱۳۹۰       |
| حنا                                                | پاکسیما زکی پور                                         | اندی                                             | پوریا نیاکان                                                        | ۱۳۹۰       |
| حنا (Remix)                                        | پاکسیما زکی پور                                         | اندی                                             | احسان خلقی                                                          | ۱۳۹۰       |
| چه احساس قشنگی                                     | نیما اسفندیاری                                          | فرزاد واثقی                                      | فرزاد واثقی                                                         | ۱۳۹۰       |
| DJ (به همراه شینی)                                 | پاکسیما زکی پور و شینی                                  | Valdes,Rincon,Luna,Loredo و Zavala               | پوریا نیاکان                                                        | ۱۳۹۱       |
| چشمای ناز (Remix)                                  | پاکسیما زکی پور و ف. صنیعی فر                           | علی صنیعی فر                                     | DJ Bobby K                                                          | ۱۳۹۱       |
| Harsem Tanoom                                      | Armen Hovsepyan                                         | Public Domain                                    | اندی، Andy G                                                        | ۱۳۹۱       |
| خداحافظ                                            | پاکسیما زکی پور                                         | پاکسیما زکی پور                                  | اندی، Andy G                                                        | ۱۳۹۱       |
| بندر (به همراه آسا سلطان)                          | پاکسیما زکی پور                                         |                                                  |                                                                     | ۱۳۹۱       |
| نگو نه نمیشه (Remix Sina Salek)                    | پاکسیما زکی پور                                         | محمد مقدم                                        | Sina Salek Remix                                                    | ۱۳۹۲       |
| حسرت                                               | نیما اسفندیاری                                          | فرزاد واثقی                                      | فرزاد واثقی                                                         | ۱۳۹۲       |
| حسرت (Remix Dj.Andysh)                             | نیما اسفندیاری                                          | فرزاد واثقی                                      | Dj.Andysh                                                           | ۱۳۹۲       |
| تو رو تنها نمی‌زارم                                 | امین بامشاد                                             | امین بامشاد                                      | امین بامشاد و اندی                                                  | ۱۳۹۳       |
| تو رو تنها نمیذارم (Remix1 By Pooria Ahmadi)       | امین بامشاد                                             | امین بامشاد                                      | رمیکس پوریا احمدی                                                   | ۱۳۹۳       |
| تو رو تنها نمیذارم (Remix2 By Salar Moghadam)      | امین بامشاد                                             | امین بامشاد                                      | رمیکس سالار مقدم                                                    | ۱۳۹۳       |
| چی می‌شد (Behrooz Lotfipour Remix)                  | ژاکلین                                                  | ژاکلین و اندی                                    | بهروز لطفی پور                                                      | ۱۳۹۳       |
| خط قرمز                                            | پاکسیما زکی پور                                         | پوریا نیاکان                                     | پوریا نیاکان                                                        | ۱۳۹۳       |
| Far and Away (به همراه شینی)                       | اندی و شینی                                             | اندی و شینی                                      | اندی و شینی                                                         | ۱۳۹۳       |
| پریا خانوم                                         | سعید دلشاد ثانی                                         | اندیش                                            | اندیش                                                               | ۱۳۹۳       |
| خونه خالی                                          | پاکسیما زکی پور                                         | فرزاد واثقی                                      | فرزاد واثقی                                                         | ۱۳۹۴       |
| ببخشیدا                                            | مسعود فردمنش                                            | محمد مقدم                                        | سینا سالک                                                           | ۱۳۹۴       |
| تهران (بهمراه La Toya Jackson)                     | پاکسیما زکی پور                                         | منوچهر چشم آذر و اندی                            | پوریا نیاکان                                                        | ۱۳۹۵       |
| Tanem Tanem (به همراه Tigran Asatryan)             | Levon Abrahamyan                                        | Levon Abrahamyan                                 |                                                                     | ۱۳۹۵       |
| بی نظیر                                            | نیما اسفندیاری                                          | رضا رضاپور                                       | رضا معادی                                                           | ۱۳۹۵       |
| نوروز                                              | امین بامشاد                                             | امین بامشاد                                      | فرزاد واثقی                                                         | ۱۳۹۶       |
| Rise (به همراه شینی)                               | Shani Rigsbee                                           | Jamie Christopherson                             | masaki saito & Jamie Christopherson & Shani Rigsbee & Andy Madadian | ۱۳۹۶       |
| بیا (بهمراه رامشا)                                 | رامشا (Ramsha Shifa) و پاکسیما زکی پور                  | رامشا                                            | Said Jamal Javadov                                                  | ۱۳۹۶       |
| عروسی                                              | نیما اسفندیاری                                          | فرزاد واثقی                                      | فرزاد واثقی                                                         | ۱۳۹۶       |
| دلم گرفته                                          | پاکسیما زکی پور                                         | نیما لاجوردی                                     | Masaki Saito & اندی                                                 | ۱۳۹۶       |
| کاشکی                                              | پاکسیما زکی پور                                         | فرزاد واثقی                                      | فرزاد واثقی و اندی                                                  | ۱۳۹۶       |
| کاشکی (AC)                                         | پاکسیما زکی پور                                         | فرزاد واثقی                                      | فرزاد واثقی و اندی                                                  | ۱۳۹۷       |
| حس جدید                                            | مهشاد عرب                                               | فرزاد واثقی                                      | فرزاد واثقی                                                         | ۱۳۹۷       |
| جان جانان                                          | پاکسیما زکی پور                                         | پاکسیما زکی پور                                  | پوریا نیکان                                                         | ۱۳۹۸       |
| سلاما (به همراه خالد)                              | پاکسیما و شب خالد                                       | شب خالد و اندی                                   | Jeff Peters & Nate Haessly                                          | ۱۳۹۸       |
| نازنین (به همراه حسین تهی)                         | حسین تهی                                                | حسین تهی                                         | Music Produced by A.B.Z                                             | ۱۳۹۸       |
| The Good Fight                                     | Shani Rigsbee                                           | Shani Rigsbee                                    | Masaki Saito                                                        | ۱۳۹۸       |
| Oor Eir Astvats                                    | Arthur Meschian                                         | Arthur Meschian                                  | Masaki Saito & اندی                                                 | ۱۳۹۹       |
| ایران من (به همراه شهره)                           | پاکسیما زکی پور                                         | فرخ آهی                                          | فرخ آهی & فرزاد واثقی                                               | ۱۴۰۰       |
| یه نفری                                            | پوریا متابعان                                           | پوریا متابعان                                    |                                                                     | ۱۴۰۰       |
| عشقه                                               | مریم اسدی                                               | فرزاد واثقی                                      |                                                                     | ۱۴۰۰       |
| Breathe Free /(ft Shani)                           |                                                         |                                                  |                                                                     | ۱۴۰۰       |
| با تو                                              | پاکسیما زکی پور                                         | فرزاد واثقی                                      |                                                                     | ۱۴۰۰       |
| Ari Ari /(ft Arman Hovhannisyan)                   |                                                         |                                                  |                                                                     | ۱۴۰۱       |
| دوست دارم                                          |                                                         |                                                  |                                                                     | ۱۴۰۱       |
| Live is life                                       | ,Grasmuck ,Gruber ,Pfleger ,Plisnier ,Tremsching        | ,Grasmuck ,Gruber ,Pfleger ,Plisnier ,Tremsching | Andy and DJ Mamsi                                                   | ۱۴۰۱       |
| پاشو با من برقص (به همراه دنیا دادرسان)            | kaysa                                                   | بهداد ظهرانی                                     | وحید فرجاد                                                          | ۱۴۰۱       |
| For Them We Stand /(ft Lit Reeezy)                 |                                                         |                                                  |                                                                     | ۱۴۰۱       |
| آروم بگیر                                          | پاکسیما                                                 | پاکسیما                                          | بهروز علیاری                                                        | ۱۴۰۲       |
| دلمو بهت بستم                                      | رضا پارسا                                               | رضا پارسا                                        | فرزاد واثقی                                                         | ۱۴۰۲       |
| یه شب با تو                                        | پاکسیما زکی پور                                         | Hamish Sadler                                    | Allrizo                                                             | ۱۴۰۲       |

## آلبوم‌ها
- Future Features چهره‌های آینده (۱۳۵۶–۱۹۷۷)
- خواستگاری (اثر مشترک با کورُس) (۱۳۶۴–۱۹۸۵)
- پرواز (اثر مشترک با کورُس) (۱۳۶۶–۱۹۸۷)
- بلا (اثر مشترک با کورُس) (۱۳۶۹–۱۹۹۰)
- خداحافظ (اثر مشترک با کورُس) (۱۳۷۰–۱۹۹۱)
- بیقرار (۱۳۷۱–۱۹۹۲)
- لیلی (اثر مشترک با حسن شماعی‌زاده و بیژن مرتضوی) (۱۳۷۲–۱۹۹۳)
- تنهایی (۱۳۷۳–۱۹۹۴)
- سرسپرده (۱۳۷۴–۱۹۹۶)
- قهرمانان وطن (اثر مشترک با داریوش و لیلا فروهر) (۱۳۷۷–۱۹۹۸)
- جادهٔ ابریشم (۱۳۷۷–۱۹۹۸)
- Nune نونه (۱۳۷۸–۱۹۹۹)
- و قلب من… (۱۳۷۹–۲۰۰۰)
- یاران (اثر مشترک با پیروز، حمید زینو و پاکسیما زکی‌پور) (۱۳۷۹–۲۰۰۰)
- خلوت من (۱۳۸۱–۲۰۰۲)
- Orere Seero روزهای عاشقی (۱۳۸۲–۲۰۰۳)
- پلاتینیوم (۱۳۸۳–۲۰۰۴)
- شهر فرشتگان (۱۳۸۴–۲۰۰۶)
- فرودگاه (۱۳۸۶–۲۰۰۷)
- کنسرت کداک تئاتر (۱۳۸۶–2007)[۱۸]
- ترانه‌های عاشقانه (۱۳۹۹–۲۰۲۱)

## فیلم‌شناسی
- ایرانجلس (۲۰۰۳)
- میراث‌دار: افسانه عمر خیام (۲۰۰۵)
- سفر از دست‌رفته (۲۰۱۰)
- شیرین عاشق (۲۰۱۴)

### صفحه‌های رسمی
- وبگاه رسمی
- اندی در بانک اطلاعات اینترنتی فیلم‌ها (IMDb)
- اندی در اینستاگرام
- اندی در فیس‌بوک
- اندی در اسپاتیفای
- اندی در توییتر
- اندری در یوتیوب

### ویدیوها در یوتیوب
- مصاحبه علیرضا امیرقاسمی با اندی در برنامه Un-Cut (ویدئو)